# Pseudevernia intensa
Pseudevernia intensa är en lavart som först beskrevs av William Nylander och som fick sitt nu gällande namn av Hale & W. L. Culb. 
Pseudevernia intensa ingår i släktet Pseudevernia och familjen Parmeliaceae. Inga underarter finns listade i Catalogue of Life.